# Dawid I Szkocki

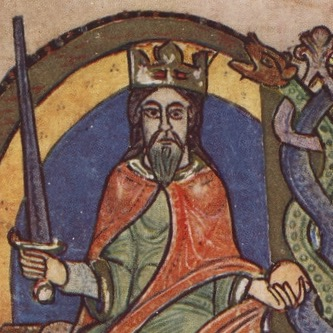
Dawid I (1084-1153)

Dawid I Szkocki, w języku gaelickim Dabíd mac Maíl Choluim, znany również jako Święty Dawid I lub Dawid I Święty (1084 – 1153), król Szkocji od 1124.

## Życiorys

Herb dynastii Dunkeld

Dawid I pochodził z dynastii Dunkeld. Nie jest znana dokładna data jego urodzin. Był najmłodszym synem Malcolma III Szkockiego (Malcolma Canmore) i Małgorzaty Szkockiej, późniejszej świętej (kanonizacja w 1251 przez papieża Innocentego VI), siostry króla Anglii, Edgara II Æthelinga. Był także bratem Edgara i Aleksandra I Srogiego, przyrodnim bratem Dunkana II. Był dziadem Malcolma IV i Wilhelma I Lwa.
Wychowywał się na angielskim dworze królewskim swego szwagra Henryka I, gdzie też został pasowany na rycerza. W roku 1113 Dawid ożenił się z Matyldą (1074-1130), córką i następczynią Waltheofa, earla Nortumbrii. Przez małżeństwo to otrzymał angielskie hrabstwo i tytuł earla Huntingdon.
Nieco wcześniej, po śmierci brata, króla Szkocji, Edgara, w roku 1107 terytoria Szkockiej korony zostały podzielone zgodnie z jego wolą pomiędzy jego dwóch braci, Dawida i Aleksandra. Dawid otrzymał władzę w płd. części Szkocji (Strathclyde, część Lothian, Kumbrii) z tytułem earla Kumbrii, Aleksander zaś, razem z koroną, Szkocję na północ od rzek Forth i Clyde. Bratobójcze walki o władzę w całej Szkocji, jakie nastały po tym podziale, zakończyła dopiero w 1124 r. śmierć Aleksandra. Dawid przejął wtedy tron szkocki, jednocząc obie części państwa. Wobec silnej pozycji przywódców klanów był początkowo uzależniony od poparcia angielskiego. W 1130 r. pokonał pretendenta do tronu szkockiego Angusa z Moray. Stopniowo emancypował się spod wpływów angielskich i kontynuował starania o niezależność Kościoła szkockiego.
W 1127 złożył hołd ze swych angielskich posiadłości Matyldzie (1101–1167) jako następczyni króla Anglii, Henryka I Beauclerca (pozbawiony męskiego potomstwa Henryk zmusił baronów do uznania jej za jedyną legalną dziedziczkę wszystkich jego ziem). Kiedy jednak uzurpator Stefan z Blois w 1135 usunął ją i sam objął tron Anglii, doszło do wojny. Początkowo, w zamian za obietnice ustępstw terytorialnych, Dawid złożył Stefanowi przysięgę lojalności, ale wkrótce przyłączył się do zwolenników Matyldy, licząc na opanowanie całego Northumberlandu.
W roku 1136 opanował część Kumbrii z kopalniami srebra, wszedł w posiadanie mennicy w Carlisle i rozpoczął jako pierwszy król Szkocji bicie własnej monety, skopiowanej na wzór monety Stefana.
Jego atak na Anglię (1137) zakończył się niepowodzeniem – zawarciem przymusowego pokoju, potwierdzeniem przysięgi wasalnej i utratą hrabstwa Huntington. Już jednak w 1138 r. powtórnie zaatakował Anglików, zajął ponownie Carlisle i mimo porażki 22 sierpnia pod Northallerton w hrabstwie Yorkshire, w kolejnym pokoju ze Stefanem (1139) zdołał utrzymać Carlisle i Kumbrię. Uzyskał także dla swego syna Henryka hrabstwo Northumberlandu jako lenno angielskie.
W lutym 1141 r. wojska Stefana z Blois zostały pokonane przez zwolenników Matyldy pod Lincoln, a w kwietniu tego roku Matylda została uznana przez radę kościelną królową Anglii. Aroganckie i niepopularne posunięcia (anulowanie nadań dokonanych przez Stefana) doprowadziły do jej wypędzenia z Londynu jeszcze przed koronacją. Dawid, szczęśliwie uniknąwszy pojmania, powrócił do Szkocji.
W latach następnych Dawid skoncentrował się na gruntownych reformach wewnętrznych, które polegały na: 
- umacnianiu władzy królewskiej, rozwinięciu instytucji nadwornych (rada królewska);
- wspieraniu procesu feudalizacji przez osadzanie w Szkocji baronów i rycerzy z Anglii, Normandii, Bretanii i Flandrii (za jego rządów osiadły w Szkocji m.in. rodziny Bruce i Stewart, z których wywodzili się późniejsi władcy Szkocji);

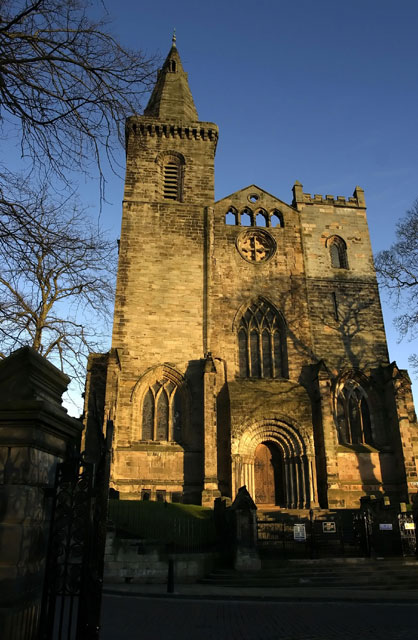
Opactwo Dunfermline

- sprzyjaniu rozwojowi miast królewskich (liczne przywileje targowe, sprowadzanie angielskich, skandynawskich i flamandzkich kupców oraz rzemieślników, zakładanie nowych miast);
- stworzeniu szkockiej kodyfikacji praw, ujednoliceniu systemu miar i wag;
- zreorganizowaniu struktur Kościoła szkockiego (założenie 5 nowych biskupstw, utrwalenie systemu episkopalnego, próba utworzenia metropolii w St Andrews), sprowadzeniu do kraju cystersów, augustianów, joannitów i templariuszy.

Dawid I zmarł 24 maja 1153 w Carlisle. Spoczywa w opactwie benedyktynów Dunfermline. Opactwo to ufundowane przez jego matkę Małgorzatę Szkocką w roku 1070, z czasem stało się ważnym ośrodkiem kultu religijnego oraz miejscem pochówku królów Szkocji. Dawid jest uznawany przez Rzymski Kościół katolicki za świętego, mimo iż nigdy formalnie nie został kanonizowany. Po nim na tron Szkocji wstąpił Malcolm IV Dziewica.
Miał dwóch synów, Malcolma (nie mylić z Malcolmem IV), oraz Henryka Szkockiego (1114-1152), 3 earla Huntingdon, następcę tronu Szkocji, ojca Malcolma IV. Miał także dwie córki, Claricię i Hodiernę.

## Genealogia
| 4. Duncan I (1001-1040) król Szkocji (1034-1040)                                      |  |                                                                                |  |  |                    |
|                                                                                       |  | 2. Malcolm III Szkocki (1031 – 1093), Malcolm Canmore król Szkocji (1058-1093) |  |  |                    |
| 5. Suthen domniemana (imię gaelickie)                                                 |  |                                                                                |  |  |                    |
|                                                                                       |  |                                                                                |  |  | 1. Dawid I Szkocki |
| 6. Edward Wygnaniec (1016-1057) syn króla Anglii Edmunda II Żelaznobokiego (Ironside) |  |                                                                                |  |  |                    |
|                                                                                       |  | 3. Małgorzata Szkocka (1049-1093) święta od 1251                               |  |  |                    |
| 7. Agata                                                                              |  |                                                                                |  |  |                    |
|                                                                                       |  |                                                                                |  |  |                    |